# Брахим Гали
Брахим Гали (арап. إبراهيم غالي; 16. септембар 1949) сахарски је политичар и војно лице, тренутно обавља функцију председника међународно непризнате Сахарске Арапске Демократске Републике (САДР). Бивши је амбасадор САДР-а у Алжиру и Шпанији.
Гали је као историјска личност играо једну од кључних улога у борби народа Сахаре за самоопредељење и независност од Марока. Такође је играо важну улогу у рату у Западној Сахари и успостављању МИНУРСО, мировне мисије УН за Западну Сахару. Генерални секретар Полисарија — Народни фронт за ослобођење Сагија ел Амре и Рио де Ороа (Фронт Полисарио).